# Casa Joan Cabot
La casa Joan Cabot és un edifici situat als carrers dels Escudellers, 31 i del Vidre, 7 de Barcelona, catalogat com a bé amb elements d'interès (categoria C).

## Història
L'any 1847, Joan Cabot i Lladó (†1867) en va encarregar el projecte a l'arquitecte Josep Fontserè i Domènech. Cabot i els seus fills hi van establir un comerç de quincalleria i una fàbrica de paraigües i bastons: «Escudellers, 31, Gran fábrica de paraguas, La Española. Variado y abundante surtido de bastones, y paraguas de seda y algodon, con la particularidad de que pueden hacerse con dos horas al gusto del comprador. Objetos de quincalla. D. Juan Cabot é hijos».
En una data indeterminada, probablement a finals del segle xix, s'hi afegí un cinquè pis. La façana ha estat rehabilitada a principi del segle xxi.

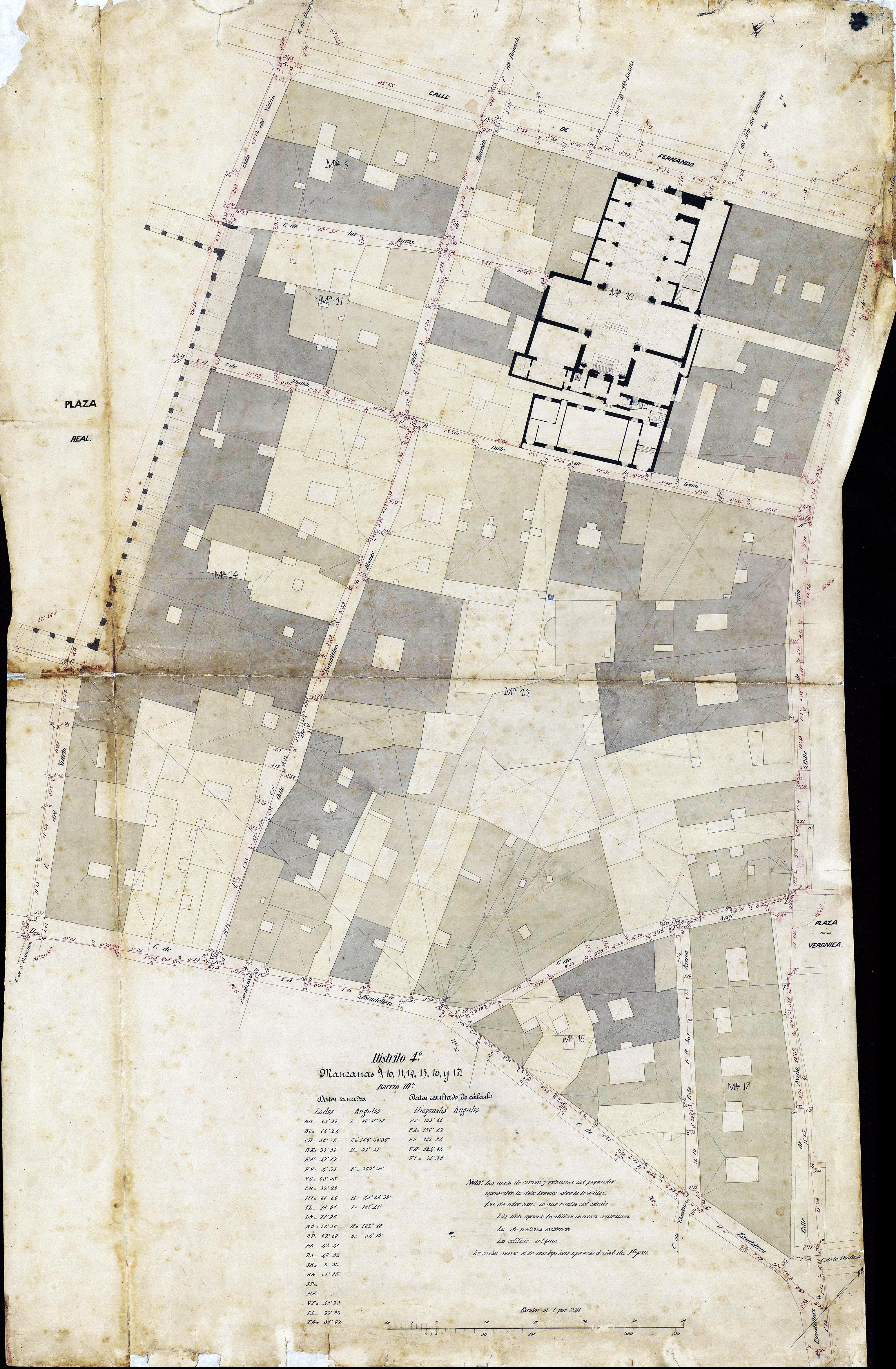
Quarteró núm. 117 de Garriga i Roca (c. 1860)

## Descripció
Consta de planta baixa i cinc pisos i es cobreix amb un terrat pla transitable. La planta baixa està habilitada com espai comercial i actualment hi ha diversos negocis. La resta de plantes són habitatges. L'edifici disposa de dues façanes, compositivament força similars, amb una mateixa organització de l'alçat pel que fa especialment a les seves obertures i decoració.
Pel que fa a la façana del carrer dels Escudellers, les obertures s'obren al mur atenent a criteris de simetria, tot disposant un cos de finestres a l'eix central de la façana a sengles costats del qual es desenvolupen els balcons (dos a cada banda) de la resta de nivells.
A cada nivell de pis hi ha un tractament decoratiu diferent, tot i que mantenen una unitat compositiva i material. El primer pis és el nivell més rellevant des del punt de vista ornamental i disposa d'un balcó corregut amb llosana de pedra i barana de ferro decorada que fa el gir a la cantonada arrodonida de l'edifici. Les finestres d'aquest nivell estan ricament decorades amb un marc ceràmic de motius geomètrics en recorden en certa manera, els guixos de l'arquitectura islàmica. Entre aquestes obertures es disposen uns plafons amb un fons blau que destaca sobre la resta de la façana -revestida amb un arrebossat de tonalitat vermellosa. Aquests plafons estan realitzats en terra cuita i representen caps humans emmarcats per uns medallons molt ornamentats. A mitjan segle xix, la decoració de façana amb terracotes, plafons i marbrejats permetia als propietaris poder assolir una alçada més elevada (fins a 100 pams) als nous edificis.
El segon pis manté una composició força similar, també amb balcó corregut però, que en aquest cas no gira en la cantonada i presenta unes dimensions lleugerament inferiors. Pel que fa a la decoració de les finestres, novament presenten un emmarcament a base de ceràmica però molt més senzill i en aquest cas el plafó blau entre les obertures es manté però sense aplics decoratius.
Els dos següents nivells presenten balcons individuals i l'amplada de la llosana torna a reduir-se de manera gradual, oferint una estructura decreixent cap al coronament de l'edifici. El darrer pis és clarament una remunta i presenta un acabament completament diferent amb finestres més petites, sense cap mena de decoració que no té res a veure amb la riquesa dels nivells de la resta de l'edifici.
A la façana del carrer del Vidre es localitza el portal d'accés a l'edifici, molt senzilla amb llinda recta i un tancament metàl·lic que reprodueix al coronament de la porta, un frontó triangular. Pel que fa a la resta de pisos, tant la composició com la decoració són força similars, tot mantenint els apliques de terra cuita entre les finestres però no els marcs decoratius als muntants i llindes.